# Giuseppe Borri
Giuseppe Borri (Busto Arsizio, 7 febbraio 1867 – Busto Arsizio, 15 dicembre 1926) è stato un imprenditore italiano, fondatore del Calzaturificio Borri nel 1892.

## Biografia
Iniziò a lavorare nella bottega del padre calzolaio all'età di nove anni; pochi anni dopo fu mandato a lavorare a Milano per apprendere la professione di artigiano specializzato nella produzione di calzature. A quattordici anni si trasferì a Locarno e successivamente in altre città svizzere al fine di poter lavorare in aziende operanti con macchinari per la produzione calzaturiera, che proprio in quell'epoca iniziarono a comparire in Europa.
Nel 1887 fu richiamato in Italia per prestare il servizio militare. Al termine del periodo di leva, all'età di venticinque (1892) anni fondò un piccolo stabilimento che prese il nome di Calzaturificio Borri. 
Partecipando come visitatore all'Esposizione Universale di Parigi del 1900, ebbe modo di visitare lo stand della Goodyear e riuscì a concludere un accordo per l'importazione a Busto Arsizio dei macchinari prodotti dalla stessa azienda.
Nel 1901 diede vita ad una società insieme all'alessandrino Oreste Vitale; tale sodalizio andò avanti fino ai primi degli anni 1920, quando i due industriali continuarono ciascuno per la propria strada e con il proprio nome.
In occasione della Grande Guerra Giuseppe Borri venne nominato Ispettore Generale delle calzature nazionali, ruolo che ricoprì fino alla fine della guerra.
Durante la supervisione dei lavori per la realizzazione dei nuovi uffici dello stabilimento Giuseppe Borri fu coinvolto in un incidente che lo portò alla morte nel giro di qualche mese, il 15 dicembre 1926. Dal 1927 la conduzione del Calzaturificio Borri passò ai figli, in particolare ad Ambrogio Borri, il primogenito.

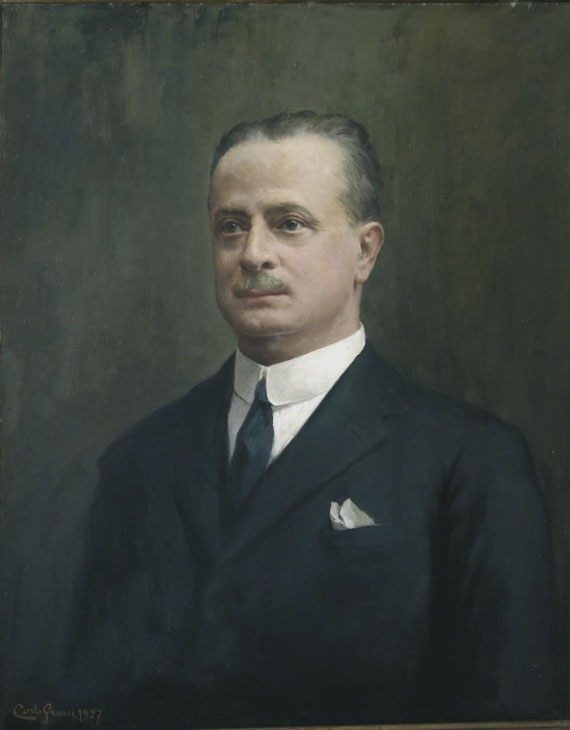
Il ritratto conservato presso l'ospedale realizzato da Carlo Grossi

A lui è intitolato il tratto finale del viale della Gloria a Busto Arsizio; un suo ritratto è conservato nella Galleria dei Benefattori dell'Ospedale della città.